# Carrera de barcos de cartón

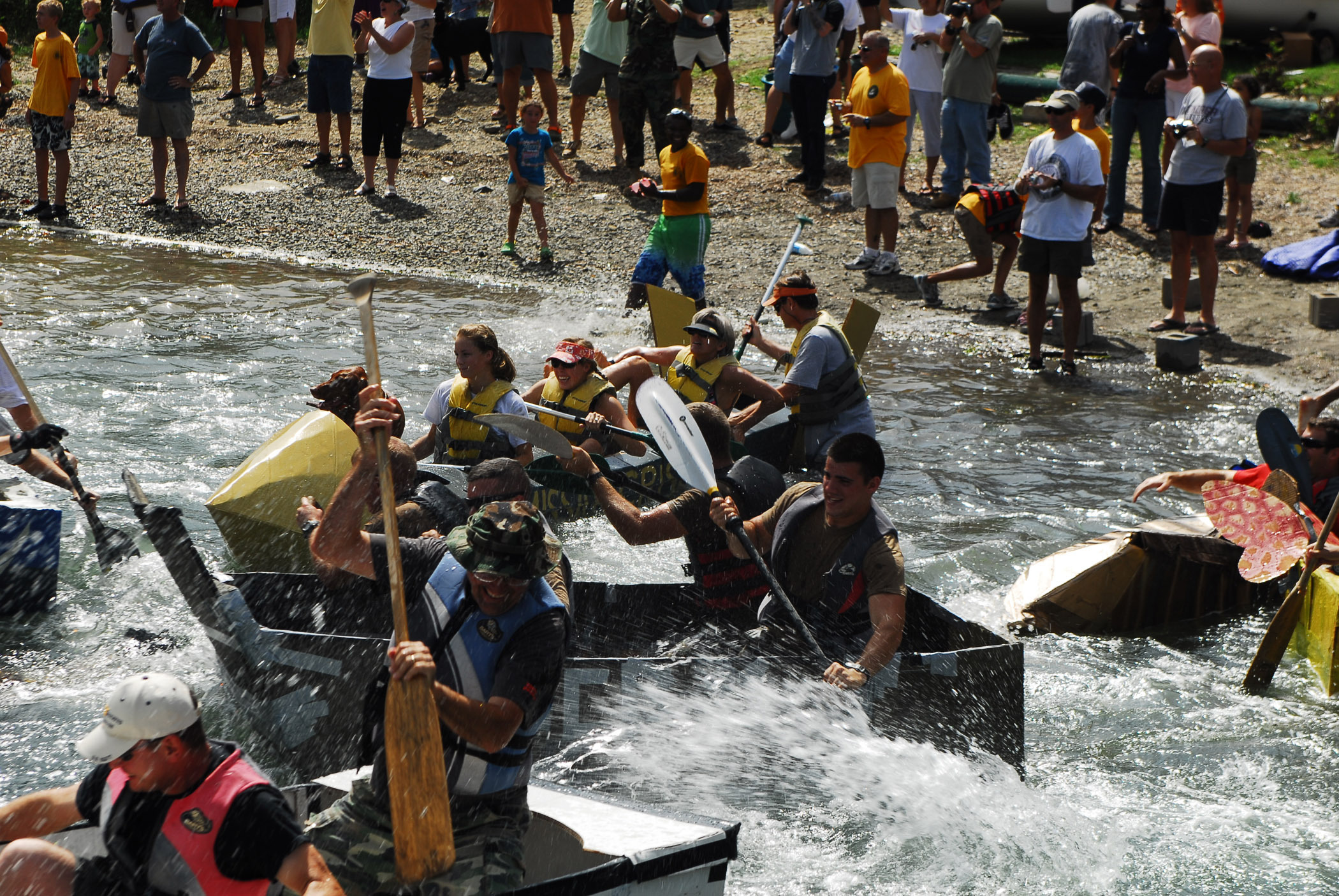
Personal de la Armada de EE. UU. remando en botes de cartón en la bahía de Guantánamo

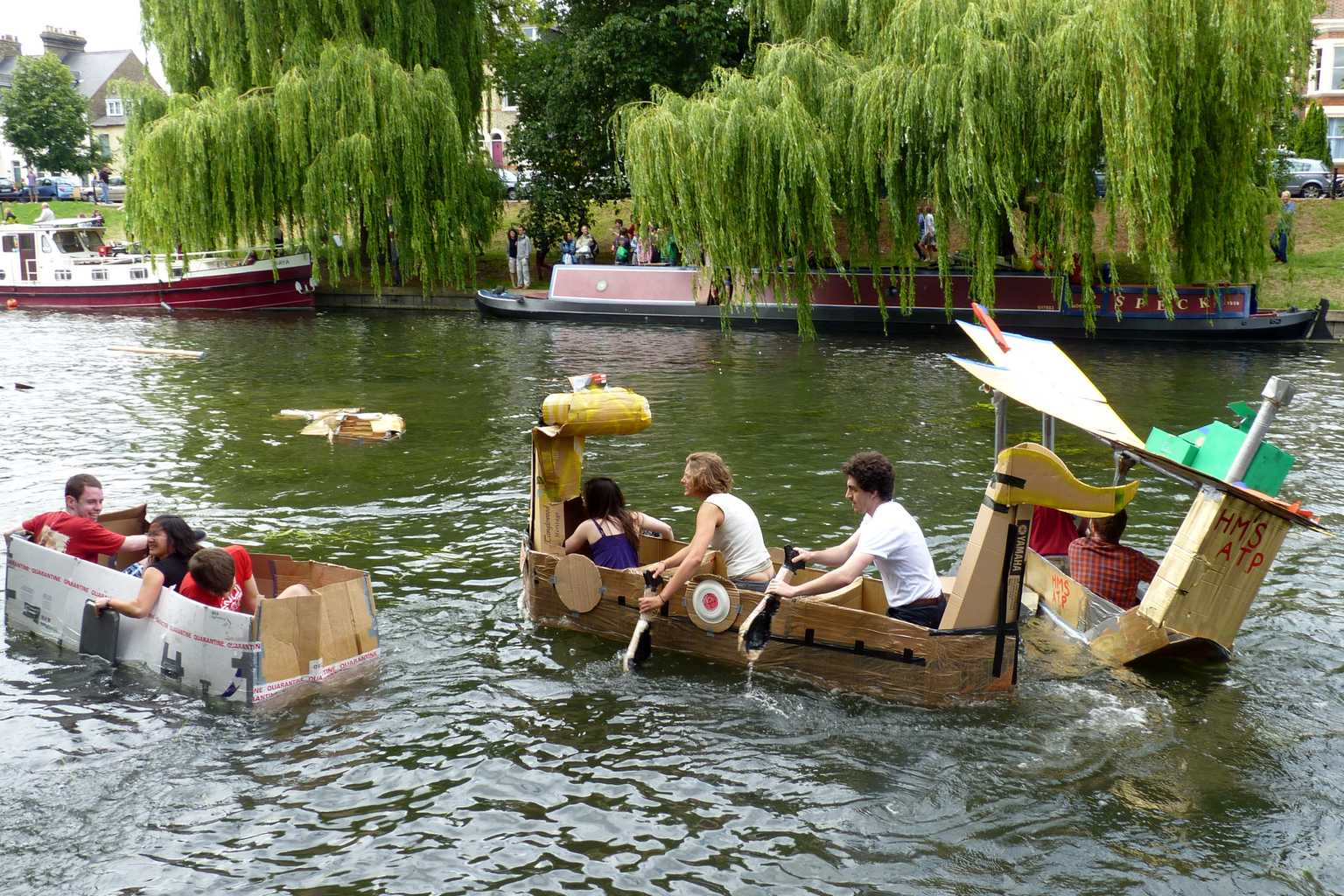
Algunos participantes de la carrera anual de botes de cartón el Domingo del Suicidio de 2011 en la Universidad de Cambridge.

Una carrera de barcos de cartón, es una competición de construcción popular para personas de todas las edades, con audiencias objetivo para competencias que van desde estudiantes de escuela primaria hasta estudiantes universitarios y adultos.
La primera carrera de barcos de cartón documentada fue una asignación de clase creada por Richard Archer en la Universidad del Sur de Illinois en 1974, y desde entonces, la práctica solo se ha expandido, con una "Regata internacional de botes de cartón" que se realiza anualmente en New Richmond, Ohio.
De acuerdo con un artículo publicado en el Middle School Journal, las carreras de botes de cartón se pueden usar como una forma de hacer que los estudiantes se interesen en los campos STEM al abordar un desafío de ingeniería con un aprendizaje "práctico".

## Reglamento de la Competición y Construcción de Barcos
En una competencia típica, los competidores tienen que construir un bote bajo un límite de tiempo utilizando solo cartón corrugado, pegamento, láminas, cinta adhesiva y/o pintura, aunque los materiales varían según la competición. Algunas competiciones son aún más limitadas, como la Regata Anual de Barcos de Cartón de New Richmond, que solo permite pintura para impermeabilización y cinta adhesiva para la construcción, y prohíbe explícitamente el uso de pegamento o láminas.
Una vez que los equipos han terminado sus embarcaciones, compiten entre sí, generalmente en un estanque poco profundo, una piscina o un río. Sin embargo, los barcos casi siempre se llenaran de agua, hundirán o destrozarán bajo el peso de los tripulantes, principalmente debido a las dificultades de impermeabilizar el cartón.

## Museo de Barcos de Cartón
New Richmond, Ohio, alberga el "único museo de barcos de cartón" del mundo. Con sede en la "Springer House" de la ciudad, el museo ha sido anfitrión de la regata anual de carreras de botes de cartón de la ciudad desde 1992. El museo es también el hogar del "Team Lemon", un equipo de constructores y competidores de barcos de cartón experimentados que apoyan al museo.